# Bajdak
Bajdak (bajdas), bajdarka (ukr., ros. байдак) – jednomasztowa, duża, szeroka, bezpokładowa łódź żaglowo-wiosłowa używana dawniej na rzekach Ukrainy, Białorusi i Rosji; rodzaj barki rzecznej.

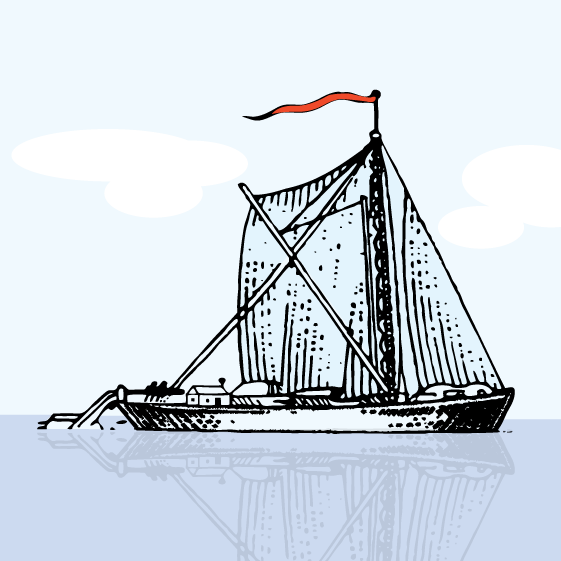
Bajdak

Z kadłubem o nieco zwężonym przodzie, miała płaskie dno i proste burty. Wyposażona w dwie kotwice, poruszana była żaglem i wiosłami lub długimi żerdziami (tzw. szóstami). W jej tylnej części mieściła się niewielka kajuta. Z wiarygodnych XIX-wiecznych informacji wiadomo, iż długość bajdaków wynosiła od 15 do 25 sążni(od 26 do ok. 43 metrów), szerokość sięgała 4 sążni (ok. 7 m), a tonaż wahała się od zaledwie 2 do aż 6 tysięcy cetnarów (od ok. 80 kg do przeszło 24 ton). Obsadę takiej łodzi płynącej z prądem i z rozpiętym żaglem stanowiło zazwyczaj 8-20 ludzi, co zapewniało jej prędkość poruszania się rzędu 5-9 ówczesnych wiorst (5,3–ok. 9,5 km) na godzinę, natomiast łódź płynąca pod prąd przy rozpiętym żaglu wymagała obsady 20-50 ludzi, lecz mimo to jej prędkość ograniczała się do 3 wiorst (3,2 km)  na godzinę.   
W Rosji bajdaków używano do przewozu towarów na Berezynie, Dziśnie, Dnieprze, Prypeci i Sożu O ich funkcji handlowej na rzekach wschodnioeuropejskich pisał J.I. Kraszewski:

 Głową rzek tutejszych jest Berezyna, wypływająca z północno-zachodniej strony tegoż powiatu pod Dokszycami, która wpada do Dniepru w powiecie rzeczyckim, spławna od ujścia Sierhuny. Dźwiga ona bajdaki z solą, zbożem, wódką, pieńką, wańczosem, klepką, maszty, szpyry, płyty towarne, brusy i kłody.

Na Dnieprze i Prypeci bajdak był największym statkiem wykorzystywanym w transporcie rzecznym, lecz przez Kozaków używanym także do awanturniczych wypraw na Morze Czarne. Dzięki niewielkiemu zanurzeniu i płaskodennemu kadłubowi łodzie te mogły pokonywać rzeczne mielizny, a przy wysokim stanie wód nawet dnieprowe porohy. Przy wodach opadających podczas suszy używano mniejszych półbajdaków o długości kadłuba 50-80 stóp, szerokości 7-14 stóp i nośności do 1300 cetnarów.
W literaturze polskiej użycie bajdaków jako jednostek do transportu wojska opisano w powieści Ogniem i mieczem Henryka Sienkiewicza, m.in. w scenie walki zaporoskich Kozaków z niemiecką piechotą dowodzoną przez podpułkownika Johana Wernera (tom I, rozdz. XIV).